# Koło Naukowe Historyków Studentów Uniwersytetu Jagiellońskiego
Koło Naukowe Historyków Studentów Uniwersytetu Jagiellońskiego (KNHS UJ) – studencka organizacja naukowa skupiająca studentów Wydziału Historycznego Uniwersytetu Jagiellońskiego w Krakowie działająca od 1892 roku. Jest jednym z najstarszych kół naukowych działających na UJ oraz w całej Polsce.

## Historia
Koło Naukowe Historyków Studentów Uniwersytetu Jagiellońskiego zostało założone 13 lutego 1892 r. jako korporacja studencka o charakterze naukowym mająca za zadanie integrować środowisko studentów historii Krakowa (nosiło wówczas nazwę: Kółko Historyczne Uczniów UJ). Powiązać to trzeba z powstaniem pierwszej na Uniwersytecie Jagiellońskim katedry Historii Polski w 1869 roku i ogólnym rozwojem naukowym na ziemiach polskich (zwłaszcza Galicji). Nie było to pierwsze stowarzyszenie historyczne w Krakowie – już w 1863 roku powstało Kółko, którego prezesem został Tadeusz Wojciechowski, w latach osiemdziesiątych funkcjonował Cech Historyków, również we Lwowie istniała podobna korporacja. Założenie Koła w 1892 roku okazało się inicjatywą trwałą i kontynuowaną przez kolejne pokolenia. Już wtedy, w pierwszym okresie istnienia Koła na przełomie wieków można dopatrzyć się przejawów działalności charakterystycznych dla dziś.
Stowarzyszenie istniało prawie nieprzerwanie aż do dzisiaj - było zmuszone zawiesić swoją działalność w latach 1939–1945, 1950–1957 oraz w czasie stanu wojennego. Wśród prezesów tej korporacji znaleźć można tak wybitnych historyków jak Wacław Sobieski, Stanisław Kutrzeba, Oskar Halecki, Józef Feldman, Kazimierz Piwarski i in.
Koło zawsze aktywne, choć programowo apolityczne, wierne było swym wolnościowym przekonaniom. Wydarzenia roku 1980 przyniosły kołom na UJ zerwanie zależności od Socjalistycznego Związku Studentów Polskich. Rozpoczął się proces tworzenia niezależnej Rady Kół Naukowych (RKN) pod patronatem JM Rektora UJ. Wielki wkład w pracach nad jej zawiązaniem wnieśli członkowie Koła Historyków. Wielu spośród nich sprawowało funkcję przewodniczącego RKN. Ze środowiska krakowskiego wyszła także inicjatywa powołania ogólnopolskiego stowarzyszenia wszystkich studenckich kół historycznych.
W roku 1992, kiedy Koło obchodziło 100-lecie swego istnienia, wydano księgę pamiątkową: "Dzieje Koła Naukowego Historyków Studentów Uniwersytetu Jagiellońskiego w latach 1892-1992. Wspomnienia Seniorów". Redaktor owej publikacji, ówczesny kurator koła - prof. Krzysztof Baczkowski - podkreślał żywotność i popularność Koła oraz jego fenomen, którego "źródeł szukać należy w stale odczuwanej potrzebie naukowej i towarzyskiej integracji środowiska studenckiego, w dążności do podejmowania prób własnych poszukiwań badawczych i nieskrępowanej niczym dyskusji na tematy autentycznie interesujące młodych historyków".

## Działalność[1]
Obecnie KNHS UJ jest największym pod względem liczby członków kołem naukowym na Uniwersytecie Jagiellońskim. W ramach jego działalności organizowane są m.in.:
- spotkania z referatem
- Herbatki Historyka
- objazdy krajowe i zagraniczne
- konferencje naukowe
- Bal Historyka
- cykl „Maraton Historyka”
- cykl „Studenckie Spotkania z Historią”

Obchody 130-lecia KNHS UJ
W styczniu 2023 roku Koło Naukowe Historyków Studentów UJ obchodziło jubileusz 130-lecia, w ramach którego odbyły się wykłady gościnne byłych członków-profesorów, herbatka z byłymi Prezesami (reprezentowali ich kolejno: Jerzy Zdrada – Prezes w latach 1957-58 i 1958/59, Mieczysław Rokosz – Prezes w latach 1964/65 i 1965/66), Zenon Piech – Prezes w latach 1974/75 i 1975/76, Wojciech Drelicharz – Prezes w latach 1986/87 i 1987/88, Adam Perłakowski – Prezes w latach 1995/96, Justyna Gałuszka – Prezes w latach 2014/15) oraz wieczór filmowy poświęcony analizie historycznej włoskiego filmu „Ogniem i mieczem”.

### Sekcje
W ramach Koła Naukowego Historyków Studentów funkcjonuje kilkanaście sekcji epokowych i tematycznych. Wśród nich figurują tj. Sekcja Historii Starożytnej i Bizantyńskiej, Sekcja Mediewistyczna, Sekcja Historii Nowożytnej, Sekcja Historii XIX wieku, Sekcja Historii Najnowszej, Sekcja Miłośników Miasta Krakowa, Sekcja Nauk Pomocniczych Historii, Sekcja Dziejów Myśli Politycznej, Sekcja Historii Kobiet, Sekcja Rekonstrukcji Historycznej i wiele innych. Ich liczba i tematyka zmienia się na przestrzeni lat.

### Działalność wydawnicza
W ramach Koła Naukowego Historyków Studentów UJ wydawane są czasopisma naukowe:
- Societas Historicorum – czasopismo, w którym od 15 lat młodzi historycy mogą spróbować swoich sił jako autorzy artykułów popularnonaukowych oraz naukowych. Obecnie wydawane jest w formie półrocznika[3].
- Studenckie Zeszyty Historyczne – czasopismo ukazujące się w ramach Studenckich Zeszytów Naukowych Uniwersytetu Jagiellońskiego.

## Struktura
Najwyższym organem Koła jest Walne Zgromadzenie, które podejmuje uchwały dotyczące jego działalności oraz wybiera Zarząd, Komisję Rewizyjną i Sąd Koleżeński.
Władzę wykonawczą w Kole sprawuje Zarząd. Pracami Zarządu kieruje Prezes, pełniący najważniejszą funkcję w Kole. Pozostali członkowie Zarządu to: Pierwszy Wiceprezes, Wiceprezes ds. naukowych, Sekretarz, Skarbnik ds. RKN oraz Skarbnik ds. innych funduszy.
Innymi organami Koła są:
- Rada Naukowa - odpowiedzialna za kwestie merytoryczne związane z działalnością Sekcji,
- Komisja Rewizyjna - sprawująca kontrolę nad działalnością Zarządu,
- Sąd Koleżeński - ciało o uprawnieniach mediacyjnych i sądowniczych[4].

### Zarząd 2024/2025
- Prezes: Karina Cichońska[5]
- Wiceprezes ds. organizacyjnych: Dawid Szczepański[5]
- Wiceprezes ds. naukowych: Piotr Konstanty[5]
- Sekretarz: Emil Marzec[5]
- Skarbnik ds. RKN: Borys Basiński[5]
- Skarbnik ds. innych funduszy: Jadwiga Giza[5]
- Bibliotekarz Koła: Jakub Wrona[5]

## Siedziba
Siedziba koła na przestrzeni lat zmieniała swoją lokalizację. Obecnie mieści się ona przy ulicy Gołębiej 13, w budynku Collegium Witkowskiego, który od 2002 r. znajduje się w całości w rękach Instytutu Historii Uniwersytetu Jagiellońskiego.

## Byli członkowie
Członkami KNHS UJ byli m.in.: Wacław Sobieski, Stanisław Zakrzewski, Stanisław Kutrzeba, Jan Dąbrowski, Roman Grodecki, Kazimierz Lepszy, Henryk Barycz, Józef Wolski, Józef Mitkowski, Józef Gierowski, Andrzej Wyczański, Józef Buszko, Emanuel Rostworowski, Jan Wimmer, Zofia Kozłowska-Budkowa, Janina Bieniarzówna, Władysław Konopczyński, Jerzy Zdrada, Krzysztof Ożóg, Zenon Piech, Wojciech Drelicharz, Krzysztof Zamorski, Janusz Pezda, Krzysztof Stopka, Andrzej Nowak, Piotr Wróbel, Wojciech Mruk, Krystyna Samsonowska, Adam Perłakowski, Andrzej Marzec, Maciej Zdanek, Tomasz Graff, Katarzyna Kuras, Wiktor Szymborski, Jarema Słowiak, Paweł Sękowski, Adam Świątek, Bartosz Kołoczek, Dominik Kadzik, Justyna Gałuszka.

## Poczet kuratorów
- 1892-1909 prof. Wincenty Zakrzewski
- 1909-1913 prof. Wiktor Czermak
- 1913-1917 prof. Stanisław Krzyżanowski
- 1917-1939 prof. Władysław Semkowicz
- 1945–1948 prof. Władysław Konopczyński
- 1948-1950 prof. Jan Dąbrowski
- 1957-1971 prof. Józef Garbacik
- 1971-1985 doc. Zbigniew Perzanowski
- 1985–1986 prof. Władysław Andrzej Serczyk
- 1986-1988 prof. Michał Pułaski
- 1988-2009 prof. Krzysztof Baczkowski
- od 2009 prof. Zenon Piech